# Avignon
Avignon (francoska izgovorjava: [aviɲɔ̃]; okcitansko Avinhon, Avignoun, izgovorjava [aviˈɲun]; latinsko Avenio) je prefektura departmaja Vaucluse v regiji Provansa-Alpe-Azurna obala v jugovzhodni Franciji. Občina, ki je na levem bregu reke Rone, je po rezultatih popisa leta 2017 imela 93.671 prebivalcev, približno 16.000 (ocena občinskih služb v Avignonu) pa jih je živelo v starodavnem mestnem jedru, obdanem s srednjeveškim obzidjem. Je 35. največje francosko metropolitansko območje po podatkih INSEE s 336.135 prebivalci (2019) in 13. največja francoska mestna enota s 458.828 prebivalci (2019). Njegovo mestno območje je bilo najhitreje rastoče v Franciji od leta 1999 do 2010 s povečanjem prebivalstva za 76 % in povečanjem površine za 136 %. Communauté d'agglomération du Grand Avignon, kooperacijska struktura 16 občin, je leta 2018 imela 192.785 prebivalcev.
Med letoma 1309 in 1377, med avignonskim papeštvom, je v Avignonu prebivalo sedem zaporednih papežev in leta 1348 je papež Klemen VI. mesto kupil od Ivane I. Neapeljske. Papeški nadzor je trajal do leta 1791, ko je med francosko revolucijo postal del Francije. Mesto je zdaj glavno mesto departmaja Vaucluse in eno redkih francoskih mest, ki je ohranilo mestno obzidje.
Zgodovinsko središče, ki vključuje Papeško palačo, stolnico in Pont d'Avignon, je zaradi svoje arhitekture in pomena v 14. in 15. stoletju leta 1995 vpisano na Unescov seznam svetovne dediščine. Srednjeveški spomeniki in letni Festival d'Avignon (običajno imenovan: Festival In d'Avignon) in njegov spremljajoči Festival Off d'Avignon - eden največjih svetovnih festivalov uprizoritvenih umetnosti, so pripomogli k temu, da je mesto postalo glavno središče turizma.

## Toponomastika
O najzgodnejših oblikah imena so poročali Grki: Аὐενιὼν Aueniṑn (Štefan iz Bizanca, Strabon, IV, 1, 11) in Άουεννίων Aouenníōn (Ptolemaj II, x).
Rimsko ime Avennĭo Cavărum (Mela, II, 575, Plinij Starejši III, 36), tj. Avignon iz Cavaresa, natančno kaže, da je bil Avignon eno od treh mest keltsko-ligurskega plemena Cavari, skupaj s Cavaillonom in Orangeom.
Sedanje ime izvira iz predindoevropskega ali predlatinskega korena ab-ên s pripono -i-ōn(e). Ta koren bi bil hidronim – tj. ime, povezano z reko (Rona), morda pa tudi oronim terena (Rocher des Doms).
Auenion iz 1. stoletja pr. n. št. je bil latiniziran v Avennĭo (ali Avēnĭo), -ōnis v 1. stoletju in se piše Avinhon v klasičnem okcitanskem črkovanju ali Avignoun v mistralskem črkovanju. Prebivalci občine se v standardnem okcitanskem in provansalskem narečju imenujejo avinhonencs ali avignounen.

## Geografija
Avignon je na levem bregu reke Rone, nekaj kilometrov nad njenim sotočjem v Durance, približno 580 km jugovzhodno od Pariza, 229 km južno od Lyona in 85 km severo-severozahodno od Marseilla. Na zahodu si deli mejo z departmajem Gard in občinama Villeneuve-lès-Avignon in Les Angles, na jugu pa meji na departma Bouches-du-Rhône in občine Barbentane, Rognonas, Châteaurenard in Noves.
V bližini so mesta Orange (sever), Nîmes, Montpellier (jugozahod), Arles (na jugu), Salon-de-Provence in Marseille (jugovzhod). Neposredno proti vzhodu in severu so občine Caumont-sur-Durance, Morières-lès-Avignon, Le Pontet in Sorgues.

### Geologija
Regija okoli Avignona je zelo bogata z apnencem, ki se uporablja za gradbeni material. Na primer, sedanje mestno obzidje, dolgo 4330 metrov, je bilo zgrajeno z mehkim apnencem (francosko lokalno poimenovanje mollasse burdigalienne), ki ga je v regiji veliko.
Rocher des Doms, obdano z mestnim obzidjem, je apnenčasta vzpetina urgonskega tipa, visoka 35 metrov (in zato varna pred poplavami Rone, na katero gleda) in je prvotno jedro mesta. Okoli občine je prisotnih več apnenčastih masivov (Massif des Angles, Villeneuve-lès-Avignon, Alpilles, ...) in so delno posledica oceanizacije ligursko-provansalskega bazena po selitvi Sardo-korziškega bloka.
Druga pomembna vzpetina v občini je hrib Montfavet – gozdnat hrib na vzhodu občine.
Dolina Rone je staro aluvialno območje: rahle usedline pokrivajo velik del tal. Sestavljena je iz peščenih naplavin, bolj ali manj obarvanih s prodniki, sestavljenimi predvsem iz kremenčevih kamnin. Otoki v Roni, kot je Île de la Barthelasse, so nastali s kopičenjem aluvialnih nanosov in tudi z delom človeka. Relief je kljub nastankom nasipov, ki omogočajo lokalno zaščito pred poplavami, precej nizek.
V okolici mesta so prisotni glina, mulj, pesek in apnenec.

### Podnebje
Avignon ima sredozemsko podnebje z vročim poletjem (Köppnova podnebna klasifikacija: Csa), čeprav učinek suhega poletja ni tako močan kot obalne lokacije, kot je Marseille, zaradi bolj zaščitene lege v notranjosti. Z blagimi hladnimi zimami in vročimi poletji, z zmernimi padavinami skozi vse leto. Julij in avgust sta najbolj vroča meseca s povprečnimi najvišjimi dnevnimi temperaturami okoli 28 °C, najhladnejša pa januar in februar s povprečnimi najvišjimi dnevnimi temperaturami okoli 9 °C. Najbolj namočen mesec je september, s povprečno količino padavin 102 milimetra, najbolj suh mesec pa julij, ko je povprečna mesečna količina padavin 37 milimetrov. Mesto je pogosto izpostavljeno vetrovnemu vremenu; najmočnejši veter je maestral. Srednjeveški latinski pregovor je o mestu rekel: Avenie ventosa, sine vento venenosa, cum vento fastidiosa (Vetrovni Avignon, prežet s škodljivci, ko ni vetra, z vetrom nadlegovan, ko je).

### Administracija
Avignon je prefektura (glavno mesto) departmaja Vaucluse v regiji Provansa-Alpe-Azurna obala. Je sedež treh kantonov:
- Kanton Avignon 1
- Kanton Avignon 2
- Kanton Avignon 3

Jedro metropolitanskega območja Grand Avignon (communauté d'agglomération) obsega 15 občin na obeh straneh reke:
- Les Angles, Pujaut, Rochefort-du-Gard, Sauveterre, Saze in Villeneuve-lès-Avignon v departmaju Gard;
- Avignon, Caumont-sur-Durance, Entraigues-sur-la-Sorgue, Jonquerettes, Morières-lès-Avignon, Le Pontet, Saint-Saturnin-lès-Avignon, Vedène in Velleron v departmaju Vaucluse.

Mesto je sedež okrožja, v katerega so poleg njegovih vključeni še kantoni Bédarrides, Bollène, L'Isle-sur-la-Sorgue, Orange-Vzhod/Zahod in Valréas z 288.895 prebivalci.

## Zgodovina
Ozemlje Avignona je bilo naseljeno že zelo zgodaj. Ustanovljen s strani keltskega plemena Cavari je postal središče grške kolonije iz Massilie (sedanji Marseille). Pod Rimljani je bil Avenio eden najbolj cvetočih mest rimske province Narbonska Galija (Galija Narbonensis). Močno poškodovan ob vdorih barbarov v 5. stoletju je kasneje pripadal več ljudstvom. Leta 737 so ga zaradi sodelovanja s Saraceni uničili Franki.
Leta 1033 je ozemlje Avignona pripadlo Svetemu rimskemu cesarstvu. Med letoma 1135 in 1146 je bil Avignon dvignjen na nivo konzularne republike, razen tega so imeli nemški cesar in ostali okoliški grofje nad mestom zgolj neznaten vpliv. Konec 12. stoletja je komuna razglasila neodvisno republiko, ki je trajala do 1226, ko je bila ukinjena med križarskim pohodom nad katare. 25. avgusta 1271 je bil skupaj z okoliško grofijo Venaissin združen s francosko krono.
Od 9. marca 1309 do 13. januarja 1377, v času ko je bilo ozemlje pod kraljem iz Sicilije, je bil tu sedež papežev v izgnanstvu. Med papeži, ki so prebivali v Avignonu, kasnejša katoliška zgodovinopisja daje legitimnost tem:
- Klemen V.: 1305–1314 (kurija preseljena v Avignon 9. marca 1309)
- Janez XXII.: 1316–1334
- Benedikt XII.: 1334–1342
- Klemen VI.: 1342–1352
- Inocenc VI.: 1352–1362
- Urban V.: 1362–1370 (v Rimu 1367–1370; vrnjen v Avignon 1370) in
- Gregor XI.: 1370–1378 (zapustil Avignon, da bi se vrnil v Rim 13. septembra 1376)

Dva protipapeža s sedežem v Avignonu sta bila:
- Klemen VII.: 1378–1394
- Benedikt XIII.: 1394–1423 (izgnan iz Avignona leta 1403)

Benedikta XIII so nasledili trije protipapeži, ki so imeli malo ali nič javnosti privržencev in niso prebivali v Avignonu:
- Klemen VIII.: 1423–1429 (priznan v Aragonski kroni; abdiciran)
- Benedikt XIV. (Bernard Garnier): 1424–1429 ali 1430
- Benedikt XIV. (Jean Carrier): 1430?–1437

Obdobje od 1378 do 1417, ko so obstajali nasprotniki pretendentov na naziv papeža, nekateri katoliški učenjaki imenujejo Zahodni razkol ali velika kontroverza protipapežev, številni posvetni in protestantski zgodovinarji pa "drugi veliki razkol". Stranke znotraj katoliške cerkve so bile razdeljene v svoji zvestobi med različnimi kandidati za papeško funkcijo. Koncil v Konstanci je kontroverzno rešil leta 1417, ko so vsi sprejeli izvolitev papeža Martina V..
Po zahodnem razkolu se je slednji papež vrnil v Rim. Avignon in majhna enklava na vzhodu (Comtat Venaissin) sta ostala del Papeške države do leta 1791, ko ju je pod pritiskom francoskih revolucionarjev prevzela kratkotrajna revolucionarka Kraljevina Francija (1791–1792), ki pa je bila naslednje leto ukinjena v korist Prve francoske republike.
25. junija 1793 je bil Avignon z grofijo Venaissin in kneževino Orange vključen v novonastali departma Vaucluse. 30. maja 1814 je francosko aneksijo ozemlja priznal tudi papež.

## Znamenitosti
Avignon je na seznamu francoskih umetnostno-zgodovinskih mest.
- Stolnica Notre-Dame des Doms je bila zgrajena v 12. stoletju v romanskem slogu, s kasnejšimi gotskimi dodatki in freskami sienske šole iz 14. stoletja. Mavzolej papeža Janeza XXII. (1334) znotraj stolnice je omembe vreden primer gotskega rezbarstva iz 14. stoletja.
- Papeška palača je sklop poslopij iz časa papeškega izgnanstva v Avignonu, grajena od 1316 do 1370, v gotskem slogu. Palača je impresiven spomenik in leži znotraj istoimenskega trga. Gradnjo palače je leta 1316 začel Janez XXII., nadaljevali pa so jo naslednji papeži skozi 14. stoletje, do leta 1370, ko je bila dokončana.

Manjše cerkve mesta vključujejo tri zgrajene v gotskem arhitekturnem slogu:
- Cerkev Saint-Pierre (14. stoletje), ki ima elegantno fasado in bogato izrezljana vrata;
- Cerkev Saint-Didier (14. stoletje);
- Cerkev Saint-Agricola (14. stoletje).

Drugi verski objekti:
- Cerkev Saint-Symphorien (14. stoletje, nekdanja cerkev karmeličanskega samostana)
- Cerkev Montfavet (14. stoletje).
- Kapela oratorija.
- Kapela Belih spokornikov (16. stoletje).
- Kapela sivih spokornikov (18. stoletje).
- Kapela črnih spokornikov.
- Sinagoga (19. stoletje).

Mestne stavbe predstavljajo predvsem:
- Hôtel de Ville (mestna hiša) (1846), razmeroma moderna stavba z zvonikom iz 14. stoletja,
- Stara Hôtel des Monnaies, papeška kovnica, ki je bila zgrajena leta 1610 in postala glasbena šola.
- Bolnišnica Sainte Marthe.
- Hotel Saint-Priest (Hotel de Monery, 18. stoletje).
- Hiša kralja Renéja (15. stoletje).

Mestno obzidje, ki so ga zgradili papeži v 14. stoletju in še vedno obdaja Avignon. So eden najboljših primerov srednjeveške utrdbe, ki obstaja. Obzidje je zelo trdno in je nadgrajeno z mehkimi obzidji, ki jih v presledkih obdaja 39 masivnih stolpov in prebodanih z več prehodi, od katerih so trije iz 14. stoletja. Obzidje je bilo obnovljeno pod vodstvom Eugèna Viollet-le-Duca.
Mostovi so:
- Avignonski most (Pont Saint-Bénézet, bolj znan kot Pont d'Avignon) in po francoski pesmi Sur le pont d'Avignon. Ostali so samo štirje od enaindvajsetih stebrov in most se konča na sredini kanala. Na enem od opornikov stoji majhna romanska kapela Saint-Bénézet.
- Pont Édouard Daladier in Pont de Royaume, ki skupaj zajemata oba kanala Rone, ki vodita do Villeneuve-lès-Avignon, in tako nadomestita Pont Saint-Bénézet
- Pont de l'Europe, ki predstavlja drugi cestni prehod čez Rono.
- Dva železniška mosta čez Rono, eden po običajni progi Pariz–Marseille, drugi pa po progi LGV Méditerranée

- Pogled na Papeško palačo iz trga na zahodni strani.
- Samostan Saint-Ruf.
- Avignonski most iz pesmi Sur le Pont d'Avignon.
- Mestno obzidje
- Hôtel des Monnaies.

## Pobratena mesta
Avignon je pobraten z:
- Colchester (Združeno kraljestvo),
- Diourbel (Senegal),
- Guanajuato (Mehika),
- New Haven (Connecticut, ZDA),
- Siena (Italija),
- Tarragona (Španija),
- Tortosa (Španija),
- Wetzlar (Nemčija).